# セルリアンブルー

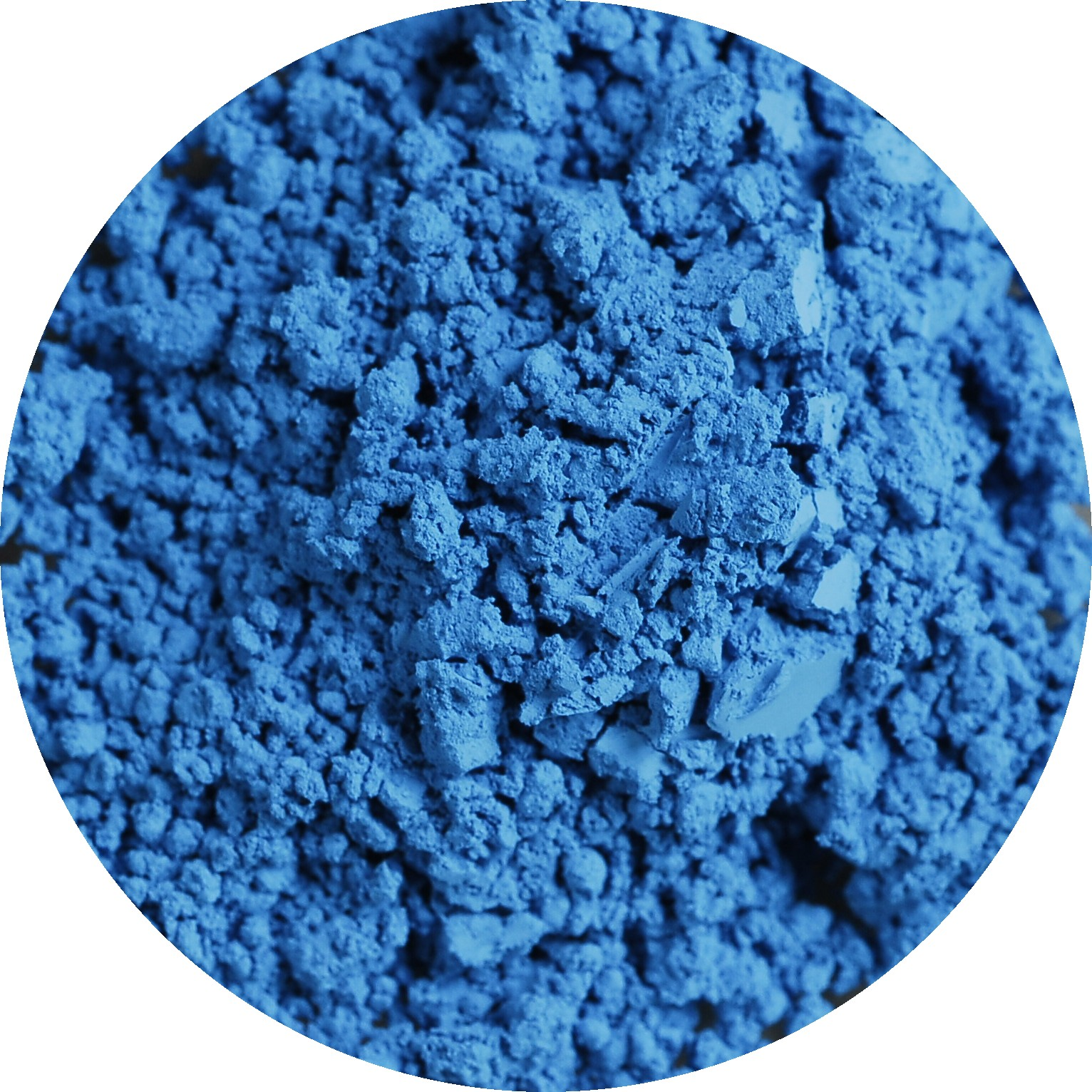
セルリアンブルーPB35

セルリアンブルー (英: cerulean blue) とは、わずかに緑がかった濃い空色。硫酸コバルトを焼成して作られた青色顔料に由来する色。

## 概要
元は、ラテン語で「空色」を意味する「caelum」が語源で、それが英語化した色名。主に顔料や絵の具などに用いられている。空色は緑みを帯びない明るい青であるのに対し、セルリアンブルーはわずかに緑みを帯びた鮮やかな青となる。

## 近似色
- 青
- シアン
- 空色
- 水色
- ターコイズブルー
- 青緑
- 浅葱色
- コバルトブルー
- アジュール